# Liste der Monuments historiques in Alise-Sainte-Reine
Die Liste der Monuments historiques in Alise-Sainte-Reine führt die Monuments historiques in der französischen Gemeinde Alise-Sainte-Reine auf.

## Liste der Immobilien
| Bezeichnung                  | Beschreibung | Standort                                                     | Kennzeichnung | Schutzstatus   | Datum                    | Bild           |
| ---------------------------- | --- | ------------------------------------------------------------ | ------------- | -------------- | ------------------------ | -------------- |
| Croix-Piroir                 | Wegekreuz, Stein, 16. Jahrhundert | Rue de la Croix Pirois (Lage)                                | PA00112055    | Classé         | 1911                     |                |
| Hôpital Sainte-Reine         | aus dem 17. und 18. Jahrhundert | 26 Rue de l’Hôpital (Lage)                                   | PA00112056    | Classé Inscrit | 1976                     | weitere Bilder |
| Kapelle und Brunnen St-Reine | Wallfahrtskapelle und Brunnenhaus, um 1500, Kapelle im 17. Jahrhundert erweitert                                                        | 15 Rue de l’Hôpital (Lage)                                   | PA21000060    | Inscrit        | 2012                     | weitere Bilder |
| Vercingetorix-Denkmal        | Kupfer-Standbild mit den Zügen Napoleons III., Bildhauer Aimé Millet, auf einem steinernen Sockel, Entwurf Eugène Viollet-le-Duc, 1865  | nördlich des Ortes im Bereich des ehemaligen Oppidums (Lage) | PA21000061    | Classé         | 2014                     | weitere Bilder |
| Wegekreuz mit Altarsockel    | Stein, bezeichnet 1554 | Rue du Palais (Lage)                                         | PA00112054    | Classé         | 1911                     | weitere Bilder |
| Alesia                       | gallo-römisches Oppidum auf dem Mont Auxois, erstes bis viertes Jahrhundert; römische Belagerungsanlagen westlich des Ortes, 52 v. Chr. | nordöstlich des Ortes (Lage)                                 | PA00112053    | Classé Inscrit | 1908 1924 1925 1953 1992 | weitere Bilder |

## Liste der Objekte
| Bezeichnung                                                   | Beschreibung | Standort                                 | Kennzeichnung | Schutzstatus | Datum | Bild |
| ------------------------------------------------------------- | --- | ---------------------------------------- | ------------- | ------------ | ----- | ---- |
| Pietà (1)                                                     | Kalkstein, farbig gefasst, um 1500                                                                                           | in der Kirche St-Léger (Lage)            | PM21000013    | Classé       | 1931  |      |
| Madonna einer Kreuzigungsgruppe                               | Holz, 17. Jahrhundert | in der Kirche St-Léger (Lage)            | PM21000014    | Classé       | 1959  |      |
| Skulptur Heiliger Regina                                      | Kalkstein, farbig gefasst, 16. Jahrhundert                                                                                   | in der Kapelle Ste-Reine (Lage)          | PM21000015    | Classé       | 1910  |      |
| Mörser                                                        | Bronze, bezeichnet 1617 | im Hôpital Sainte-Reine (Lage)           | PM21000016    | Classé       | 1913  |      |
| Vier Mörser (1)                                               | Bronze, 17. Jahrhundert | im Hôpital Sainte-Reine (Lage)           | PM21000017    | Classé       | 1913  |      |
| Wasserbehälter                                                | Kupfer, 17. Jahrhundert | im Hôpital Sainte-Reine (Lage)           | PM21000018    | Classé       | 1913  |      |
| 76 Arzneitöpfe                                                | Fayence, 17. Jahrhundert | im Hôpital Sainte-Reine (Lage)           | PM21000019    | Classé       | 1913  |      |
| Plan des Hospizes von Alise-Sainte-Reine                      | Ölfarbe auf Leinwand, bezeichnet 1692                                                                                        | im Hôpital Sainte-Reine (Lage)           | PM21000020    | Classé       | 1913  |      |
| Chorschranken                                                 | Schmiedeeisen, 1740 | im Hôpital Sainte-Reine (Kapelle) (Lage) | PM21000021    | Classé       | 1913  |      |
| Gemälde Portrat von Madame Desnoyers                          | Ölfarbe auf Leinwand, 17. Jahrhundert                                                                                        | im Hôpital Sainte-Reine (Lage)           | PM21000022    | Classé       | 1913  |      |
| Gemälde Portrat von Diane Chasteignier de la Rochepozay       | Ölfarbe auf Leinwand, 17. Jahrhundert                                                                                        | im Hôpital Sainte-Reine (Lage)           | PM21000023    | Classé       | 1913  |      |
| Gemälde Portrat von Marie Leczinska                           | Ölfarbe auf Leinwand, 18. Jahrhundert                                                                                        | im Hôpital Sainte-Reine (Lage)           | PM21000024    | Classé       | 1913  |      |
| Grundstein der Kapelle von Laumes                             | Kalkstein, bezeichnet 1486                                                                                                   | im Hôpital Sainte-Reine (Lage)           | PM21000025    | Classé       | 1931  |      |
| 58 Arzneitöpfe                                                | Fayence, 19. Jahrhundert | im Hôpital Sainte-Reine (Lage)           | PM21002798    | Classé       | 1913  |      |
| Vier Mörser (2)                                               | Fayence, 17. Jahrhundert | im Hôpital Sainte-Reine (Lage)           | PM21002799    | Classé       | 1913  |      |
| Vier Arzneiflaschen                                           | Fayence, 17. Jahrhundert | im Hôpital Sainte-Reine (Lage)           | PM21002800    | Classé       | 1913  |      |
| Nachtlicht                                                    | Fayence, 17. Jahrhundert | im Hôpital Sainte-Reine (Lage)           | PM21002801    | Classé       | 1913  |      |
| Sieben Platten                                                | Fayence, 17. Jahrhundert | im Hôpital Sainte-Reine (Lage)           | PM21002802    | Classé       | 1913  |      |
| 18 Teller                                                     | Fayence, 17. Jahrhundert | im Hôpital Sainte-Reine (Lage)           | PM21002803    | Classé       | 1913  |      |
| Zwei Servierkörbchen                                          | Fayence, 17. Jahrhundert | im Hôpital Sainte-Reine (Lage)           | PM21002804    | Classé       | 1913  |      |
| Zwei Suppenterrinen                                           | Fayence, 17. Jahrhundert | im Hôpital Sainte-Reine (Lage)           | PM21002805    | Classé       | 1913  |      |
| Drei Schalen                                                  | Fayence, 17. Jahrhundert | im Hôpital Sainte-Reine (Lage)           | PM21002806    | Classé       | 1913  |      |
| Henkelkrug                                                    | Fayence, 17. Jahrhundert | im Hôpital Sainte-Reine (Lage)           | PM21002807    | Classé       | 1913  |      |
| Saucière                                                      | Fayence, 17. Jahrhundert | im Hôpital Sainte-Reine (Lage)           | PM21002808    | Classé       | 1913  |      |
| Doppeltes Salzfass                                            | Fayence, 17. Jahrhundert | im Hôpital Sainte-Reine (Lage)           | PM21002809    | Classé       | 1913  |      |
| Zwei Krüge                                                    | Fayence, 17. Jahrhundert | im Hôpital Sainte-Reine (Lage)           | PM21002810    | Classé       | 1913  |      |
| Zwei Platten                                                  | Fayence, 17. Jahrhundert | im Hôpital Sainte-Reine (Lage)           | PM21002811    | Classé       | 1913  |      |
| Zwei Tintenfässer                                             | Fayence, 17. Jahrhundert | im Hôpital Sainte-Reine (Lage)           | PM21002812    | Classé       | 1913  |      |
| Reliquienbüste                                                | Holz, vergoldet, 17. Jahrhundert                                                                                             | im Hôpital Sainte-Reine (Lage)           | PM21002960    | Classé       | 1999  |      |
| Behälter mit 17 chirurgischen Instrumenten                    | Metall, Holz, 18. Jahrhundert                                                                                                | im Hôpital Sainte-Reine (Lage)           | PM21002961    | Classé       | 1999  |      |
| Vier Formen für Votivfiguren                                  | Keramik, Tuffstein, 18. Jahrhundert                                                                                          | im Hôpital Sainte-Reine (Lage)           | PM21002962    | Classé       | 1999  |      |
| Grabmal für das Herz von Pierre Blondel                       | Stein, Holz, bezeichnet 1667                                                                                                 | im Hôpital Sainte-Reine (Lage)           | PM21002963    | Classé       | 1999  |      |
| Gemäldezyklus Leben der heiligen Regina                       | 13 Gemälde; Ölfarbe auf Leinwand, 17. Jahrhundert                                                                            | im Hôpital Sainte-Reine (Lage)           | PM21002964    | Classé       | 1999  |      |
| Skulptur Heiliger Regina                                      | Gips, 1878, Bildhauer Jean Dampt                                                                                             | in der Kapelle Ste-Reine (Lage)          | PM21003112    | Classé       | 2010  |      |
| Schrank für Reliquiare                                        | Eichenholz, 17. Jahrhundert                                                                                                  | in der Kapelle Ste-Reine (Lage)          | PM21003113    | Classé       | 2010  |      |
| Genehmigung der großen Bruderschaft der heiligen Regina       | Papier, bedruckt, Mitte des 17. Jahrhunderts                                                                                 | in der Kapelle Ste-Reine (Lage)          | PM21003114    | Classé       | 2010  |      |
| Gemälde Die heilige Regina, umgeben von vier Ordensgründern   | Ölfarbe auf Leinwand, 17. Jahrhundert                                                                                        | in der Kapelle Ste-Reine (Lage)          | PM21003115    | Classé       | 2010  |      |
| Reliquienschrein von 1653                                     | Holz, farbig gefasst, bezeichnet 1653                                                                                        | in der Kapelle Ste-Reine (Lage)          | PM21003116    | Classé       | 2010  |      |
| Reliquienschrein aus geschwärztem Holz                        | Holz, geschwärzt und bemalt, 17. Jahrhundert                                                                                 | in der Kapelle Ste-Reine (Lage)          | PM21003117    | Classé       | 2010  |      |
| Reliquienschrein der heiligen Olympias                        | Holz, geschwärzt, 17. Jahrhundert                                                                                            | in der Kapelle Ste-Reine (Lage)          | PM21003118    | Classé       | 2010  |      |
| Reliquienschrein aus vergoldetem Holz                         | Holz, vergoldet, 17. Jahrhundert                                                                                             | in der Kapelle Ste-Reine (Lage)          | PM21003119    | Classé       | 2010  |      |
| Statuenreliquiar Heilige Regina (1)                           | Holz, farbig gefasst und vergoldet, 17. Jahrhundert                                                                          | in der Kapelle Ste-Reine (Lage)          | PM21003120    | Classé       | 2010  |      |
| Statuenreliquiar Heilige Regina (2)                           | Holz, vergoldet, 17. Jahrhundert                                                                                             | in der Kapelle Ste-Reine (Lage)          | PM21003121    | Classé       | 2010  |      |
| Statuenreliquiar Heilige Philomena                            | Holz, farbig gefasst und vergoldet, 17. Jahrhundert                                                                          | in der Kapelle Ste-Reine (Lage)          | PM21003122    | Classé       | 2010  |      |
| Armreliquiar                                                  | Holz, farbig gefasst, Anfang des 17. Jahrhunderts                                                                            | in der Kapelle Ste-Reine (Lage)          | PM21003123    | Classé       | 2010  |      |
| Zwei Armreliquiare                                            | Holz, farbig gefasst und vergoldet, Anfang des 17. Jahrhunderts                                                              | in der Kapelle Ste-Reine (Lage)          | PM21003124    | Classé       | 2010  |      |
| Reliquienbüste Heilige Barbara                                | Holz, farbig gefasst und vergoldet, 17. Jahrhundert                                                                          | in der Kapelle Ste-Reine (Lage)          | PM21003125    | Classé       | 2010  |      |
| Reliquienbüste Heilige Gertrudis                              | Holz, farbig gefasst und vergoldet, 17. Jahrhundert                                                                          | in der Kapelle Ste-Reine (Lage)          | PM21003126    | Classé       | 2010  |      |
| Reliquienbüste Heiliger Gregor                                | Holz, farbig gefasst und vergoldet, 17. Jahrhundert                                                                          | in der Kapelle Ste-Reine (Lage)          | PM21003127    | Classé       | 2010  |      |
| Reliquienbüste Heiliger Stefan                                | Holz, farbig gefasst und vergoldet, 17. Jahrhundert                                                                          | in der Kapelle Ste-Reine (Lage)          | PM21003128    | Classé       | 2010  |      |
| Reliquienbüste Heiliger Kassian                               | Holz, farbig gefasst und vergoldet, 17. Jahrhundert                                                                          | in der Kapelle Ste-Reine (Lage)          | PM21003129    | Classé       | 2010  |      |
| Vier Reliquienmonstranzen                                     | Holz, farbig gefasst und vergoldet, 19. Jahrhundert                                                                          | in der Kapelle Ste-Reine (Lage)          | PM21003130    | Classé       | 2010  |      |
| Reliquienmonstranz der heiligen Germana Cousin                | Metall, vergoldet, Glas, 19. Jahrhundert                                                                                     | in der Kapelle Ste-Reine (Lage)          | PM21003131    | Classé       | 2010  |      |
| Reliquienmonstranz Herz Jesu                                  | Holz, vergoldet, Papier, Stoff, 17. Jahrhundert                                                                              | in der Kapelle Ste-Reine (Lage)          | PM21003132    | Classé       | 2010  |      |
| Reliquienbild Sitzende Madonna mit Kind                       | Klosterarbeit; Holz, Papier, 19. Jahrhundert                                                                                 | in der Kapelle Ste-Reine (Lage)          | PM21003133    | Classé       | 2010  |      |
| Reliquienbild Stehende Madonna mit Kind                       | Klosterarbeit; Stoff, Glas, Papier, Holz, 17. Jahrhundert                                                                    | in der Kapelle Ste-Reine (Lage)          | PM21003134    | Classé       | 2010  |      |
| Reliquienbild Johannes Evangelist                             | Klosterarbeit; Papier, Holz, 19. Jahrhundert                                                                                 | in der Kapelle Ste-Reine (Lage)          | PM21003135    | Classé       | 2010  |      |
| Reliquienbild Der heilige Antonius im Gebet                   | Klosterarbeit; Papier, Holz, 17. Jahrhundert                                                                                 | in der Kapelle Ste-Reine (Lage)          | PM21003136    | Classé       | 2010  |      |
| Reliquienbild (1)                                             | Klosterarbeit; Papier, Holz, 19. Jahrhundert                                                                                 | in der Kapelle Ste-Reine (Lage)          | PM21003137    | Classé       | 2010  |      |
| Reliquienbild (2)                                             | Klosterarbeit; Papier, Bergkristall, Holz, Anfang des 19. Jahrhunderts                                                       | in der Kapelle Ste-Reine (Lage)          | PM21003138    | Classé       | 2010  |      |
| Reliquienbild Madonna mit Kind                                | Klosterarbeit; Papier, Glas, Holz, 19. Jahrhundert                                                                           | in der Kapelle Ste-Reine (Lage)          | PM21003139    | Classé       | 2010  |      |
| Große Reliquienmonstranz der heiligen Regina                  | Metall, vergoldet, Halbedelsteine, zweite Hälfte des 19. Jahrhunderts                                                        | in der Kapelle Ste-Reine (Lage)          | PM21003140    | Classé       | 2010  |      |
| Messgeschirr von Henri Emmery                                 | Kelch, Patene, zwei Kännchen und ein Tablett; Silber, bezeichnet 1900, Goldschmied Charles Dubret                            | in der Kapelle Ste-Reine (Lage)          | PM21003141    | Classé       | 2010  |      |
| Monstranz                                                     | Silber, 1789, Goldschmied Claude-Nicolas Delanoy                                                                             | im Hôpital Sainte-Reine (Lage)           | PM21003212    | Classé       | 2013  |      |
| Schöpfkelle                                                   | Silber, zwischen 1809 und 1819, Goldschmied Gilbert Castel                                                                   | im Hôpital Sainte-Reine (Lage)           | PM21003214    | Classé       | 2013  |      |
| Große Schöpfkelle                                             | Silber, zwischen 1809 und 1819, Goldschmied Basile Chenailler                                                                | im Hôpital Sainte-Reine (Lage)           | PM21003215    | Classé       | 2013  |      |
| Kleine Schöpfkelle                                            | Silber, zwischen 1819 und 1838, Goldschmied Basile Chenailler                                                                | im Hôpital Sainte-Reine (Lage)           | PM21003216    | Classé       | 2013  |      |
| Vorlegelöffel                                                 | Silber, 1782 oder 1783, Goldschmied Claude Perrot                                                                            | im Hôpital Sainte-Reine (Lage)           | PM21003217    | Classé       | 2013  |      |
| Vorlegelöffel                                                 | Silber, 1782 oder 1783, Goldschmied Matthieu Brunot                                                                          | im Hôpital Sainte-Reine (Lage)           | PM21003218    | Classé       | 2013  |      |
| Zwölf Löffel und elf Gabeln                                   | Silber, 1760 oder 1761, Goldschmied Antoine Lardy                                                                            | im Hôpital Sainte-Reine (Lage)           | PM21003219    | Classé       | 2013  |      |
| Fünf Löffel und sechs Gabeln                                  | Silber, 1744 oder 1745, Goldschmied Matthieu Brunot                                                                          | im Hôpital Sainte-Reine (Lage)           | PM21003220    | Classé       | 2013  |      |
| Fünf Löffel und fünf Gabeln                                   | Silber, 1753 oder 1754 | im Hôpital Sainte-Reine (Lage)           | PM21003221    | Classé       | 2013  |      |
| Drei Löffel und drei Gabeln                                   | Silber, erste Hälfte des 19. Jahrhunderts, Goldschmied Laurent Labbé                                                         | im Hôpital Sainte-Reine (Lage)           | PM21003222    | Classé       | 2013  |      |
| Löffel und Gabel                                              | Silber, zwischen 1738 und 1744, Goldschmied Guillaume Baudot                                                                 | im Hôpital Sainte-Reine (Lage)           | PM21003223    | Classé       | 2013  |      |
| Löffel und Gabel                                              | Silber, 18. Jahrhundert | im Hôpital Sainte-Reine (Lage)           | PM21003224    | Classé       | 2013  |      |
| Gabel                                                         | Silber, 1764 oder 1765 | im Hôpital Sainte-Reine (Lage)           | PM21003225    | Classé       | 2013  |      |
| Löffel und Gabel                                              | Silber, 1787 | im Hôpital Sainte-Reine (Lage)           | PM21003226    | Classé       | 2013  |      |
| Löffel und Gabel                                              | Silber, zwischen 1798 und 1809                                                                                               | im Hôpital Sainte-Reine (Lage)           | PM21003227    | Classé       | 2013  |      |
| Gabel                                                         | Silber, 1782 oder 1783, Goldschmied Nicolas Fleury                                                                           | im Hôpital Sainte-Reine (Lage)           | PM21003228    | Classé       | 2013  |      |
| Löffel und Gabel                                              | Silber, zwischen 1819 und 1838, Goldschmied Basile Chenailler                                                                | im Hôpital Sainte-Reine (Lage)           | PM21003229    | Classé       | 2013  |      |
| Löffel                                                        | Silber, zwischen 1798 und 1809                                                                                               | im Hôpital Sainte-Reine (Lage)           | PM21003230    | Classé       | 2013  |      |
| Fünf Kaffeelöffel                                             | Silber, vergoldet, 18. Jahrhundert                                                                                           | im Hôpital Sainte-Reine (Lage)           | PM21003231    | Classé       | 2013  |      |
| Reliquienmonstranz (1)                                        | Metall, Mitte des 19. Jahrhunderts                                                                                           | in der Kapelle Ste-Reine (Lage)          | PM21004391    | Inscrit      | 1999  |      |
| Reliquienmonstranz (2)                                        | Metall, Mitte des 19. Jahrhunderts                                                                                           | in der Kapelle Ste-Reine (Lage)          | PM21004392    | Inscrit      | 1999  |      |
| Ziborium (1)                                                  | Silber, Metall, versilbert, 19. Jahrhundert                                                                                  | in der Kapelle Ste-Reine (Lage)          | PM21004393    | Inscrit      | 1999  |      |
| Kerzenständer                                                 | Metall, 17. Jahrhundert | in der Kapelle Ste-Reine (Lage)          | PM21004394    | Inscrit      | 1999  |      |
| Skulpturengruppe Unterweisung Mariens                         | Stein, farbig gefasst, Anfang des 17. Jahrhunderts                                                                           | in der Kapelle Ste-Reine (Lage)          | PM21004395    | Inscrit      | 1999  |      |
| Skulptur Heiliger Sebastian                                   | Stein, farbig gefasst, Anfang des 17. Jahrhunderts                                                                           | in der Kapelle Ste-Reine (Lage)          | PM21004396    | Inscrit      | 1999  |      |
| Skulptur Heiliger Franziskus von Asissi                       | Stein, farbig gefasst, 17. Jahrhundert                                                                                       | in der Kapelle Ste-Reine (Lage)          | PM21004397    | Inscrit      | 1999  |      |
| Gemälde Heilige Regina (1)                                    | Ölfarbe auf Leinwand, Mitte des 19. Jahrhunderts, von E. Bodier                                                              | in der Kapelle Ste-Reine (Lage)          | PM21004398    | Inscrit      | 1999  |      |
| Gemälde Heilige Regina (2)                                    | Ölfarbe auf Leinwand, Mitte des 19. Jahrhunderts                                                                             | in der Kapelle Ste-Reine (Lage)          | PM21004399    | Inscrit      | 1999  |      |
| Prozessionsfahne Heilige Regina (1)                           | Stoff, bestickt, bezeichnet 1732                                                                                             | in der Kapelle Ste-Reine (Lage)          | PM21004400    | Inscrit      | 1999  |      |
| Prozessionsfahne Heilige Regina (2)                           | Stoff, bestickt, 19. Jahrhundert                                                                                             | in der Kapelle Ste-Reine (Lage)          | PM21004401    | Inscrit      | 1999  |      |
| Kasel Heilige Regina                                          | Stoff, bestickt, 19. Jahrhundert                                                                                             | in der Kapelle Ste-Reine (Lage)          | PM21004402    | Inscrit      | 1999  |      |
| Schrank (1)                                                   | Eichenholz, 18. Jahrhundert                                                                                                  | in der Kapelle Ste-Reine (Lage)          | PM21004403    | Inscrit      | 1999  |      |
| Sakristeischrank                                              | Eichenholz, 18. Jahrhundert                                                                                                  | in der Kapelle Ste-Reine (Lage)          | PM21004404    | Inscrit      | 1999  |      |
| Sessel (1)                                                    | Holz, Stoff, Anfang des 19. Jahrhunderts                                                                                     | in der Kapelle Ste-Reine (Lage)          | PM21004405    | Inscrit      | 1999  |      |
| Kapitell                                                      | Stein, 17. Jahrhundert | in der Kapelle Ste-Reine (Lage)          | PM21004406    | Inscrit      | 1999  |      |
| Altarkreuz                                                    | Metall, vergoldet, 18. Jahrhundert                                                                                           | in der Kapelle Ste-Reine (Lage)          | PM21004407    | Inscrit      | 1999  |      |
| Kreuz mit Passionswerkzeugen                                  | Holz, Metall, 19. Jahrhundert                                                                                                | in der Kapelle Ste-Reine (Lage)          | PM21004408    | Inscrit      | 1999  |      |
| Gemälde Verspottung Christi                                   | Ölfarbe auf Leinwand, 17. Jahrhundert (?)                                                                                    | in der Kapelle Ste-Reine (Lage)          | PM21004409    | Inscrit      | 1999  |      |
| Mobiliar der Apotheke                                         | Holz, 18. Jahrhundert | im Hôpital Sainte-Reine (Lage)           | PM21003397    | Inscrit      | 1972  |      |
| Stuhl zum Krankentransport                                    | Holz, 18. Jahrhundert | im Hôpital Sainte-Reine (Lage)           | PM21003398    | Inscrit      | 1972  |      |
| Kommode (1)                                                   | Nussbaumholz, zweite Hälfte des 18. Jahrhunderts                                                                             | im Hôpital Sainte-Reine (Lage)           | PM21004279    | Inscrit      | 1998  |      |
| Kommode (2)                                                   | Nussbaumholz, Stein, zweite Hälfte des 18. Jahrhunderts                                                                      | im Hôpital Sainte-Reine (Lage)           | PM21004280    | Inscrit      | 1998  |      |
| Klappsekretär                                                 | Nussbaumholz, um 1800 | im Hôpital Sainte-Reine (Lage)           | PM21004281    | Inscrit      | 1998  |      |
| Stehpult                                                      | Nussbaumholz, 18. Jahrhundert                                                                                                | im Hôpital Sainte-Reine (Lage)           | PM21004282    | Inscrit      | 1998  |      |
| Salztruhe                                                     | Eichenbaumholz, Anfang des 18. Jahrhunderts                                                                                  | im Hôpital Sainte-Reine (Lage)           | PM21004283    | Inscrit      | 1998  |      |
| Konsoltisch                                                   | Nussbaumholz, Marmor, Mitte des 18. Jahrhunderts                                                                             | im Hôpital Sainte-Reine (Lage)           | PM21004284    | Inscrit      | 1998  |      |
| 15 Tische                                                     | Holz, 18. Jahrhundert | im Hôpital Sainte-Reine (Lage)           | PM21004285    | Inscrit      | 1998  |      |
| Zwei Tische (1)                                               | Kirschbaumholz, Mitte des 18. Jahrhunderts                                                                                   | im Hôpital Sainte-Reine (Lage)           | PM21004286    | Inscrit      | 1998  |      |
| Sonnenuhr                                                     | Eichenholz, Bronze, Eisen, Email, um 1800                                                                                    | im Hôpital Sainte-Reine (Lage)           | PM21004287    | Inscrit      | 1998  |      |
| Zwei Kerzenständer (1)                                        | Bronze oder Messing, erste Hälfte des 19. Jahrhunderts                                                                       | im Hôpital Sainte-Reine (Lage)           | PM21004288    | Inscrit      | 1998  |      |
| Gemälde Christus mit Dornenkrone                              | Ölfarbe auf Leinwand, vergoldeter Holzrahmen, 17. Jahrhundert; nach Charles Le Brun                                          | im Hôpital Sainte-Reine (Lage)           | PM21004289    | Inscrit      | 1998  |      |
| Gemälde Landschaft mit Hafen                                  | Ölfarbe auf Leinwand, 18. Jahrhundert                                                                                        | im Hôpital Sainte-Reine (Lage)           | PM21004290    | Inscrit      | 1998  |      |
| Gemälde Porträt des Marquis de la Rocheposay                  | Ölfarbe auf Leinwand, Mitte des 18. Jahrhunderts                                                                             | im Hôpital Sainte-Reine (Lage)           | PM21004291    | Inscrit      | 1998  |      |
| Gemälde Porträt eines Apostels                                | Ölfarbe auf Leinwand, 17. Jahrhundert                                                                                        | im Hôpital Sainte-Reine (Lage)           | PM21004292    | Inscrit      | 1998  |      |
| Gemälde Betende Madonna                                       | Ölfarbe auf Leinwand, 19. Jahrhundert                                                                                        | im Hôpital Sainte-Reine (Lage)           | PM21004293    | Inscrit      | 1998  |      |
| Gemälde Kreuzigung                                            | Ölfarbe auf Leinwand, vergoldeter Holzrahmen, 17. Jahrhundert                                                                | im Hôpital Sainte-Reine (Lage)           | PM21004294    | Inscrit      | 1998  |      |
| Gemälde Heilige Familie                                       | Ölfarbe auf Leinwand, vergoldeter Holzrahmen, 17. Jahrhundert; nach Pierre Mignard                                           | im Hôpital Sainte-Reine (Lage)           | PM21004295    | Inscrit      | 1998  |      |
| Grafik Blick auf Alesia und Sainte-Reine                      | Tinte auf Papier, 17. Jahrhundert, von Israël Silvestre                                                                      | im Hôpital Sainte-Reine (Lage)           | PM21004296    | Inscrit      | 1998  |      |
| Ofenplatte (1)                                                | Gusseisen, 17. Jahrhundert                                                                                                   | im Hôpital Sainte-Reine (Lage)           | PM21004297    | Inscrit      | 1998  |      |
| Ofenplatte (2)                                                | Gusseisen, um 1700 | im Hôpital Sainte-Reine (Lage)           | PM21004298    | Inscrit      | 1998  |      |
| Zwei Feuerböcke                                               | Gusseisen, 17. Jahrhundert                                                                                                   | im Hôpital Sainte-Reine (Lage)           | PM21004299    | Inscrit      | 1998  |      |
| Kommode mit Backtrog (1)                                      | Kirschbaumholz, 18. Jahrhundert                                                                                              | im Hôpital Sainte-Reine (Lage)           | PM21004300    | Inscrit      | 1998  |      |
| Zwei Schränke                                                 | Eichenholz, 18. Jahrhundert                                                                                                  | im Hôpital Sainte-Reine (Lage)           | PM21004301    | Inscrit      | 1998  |      |
| Leuchtertisch                                                 | Nussbaumholz, um 1700 | im Hôpital Sainte-Reine (Lage)           | PM21004302    | Inscrit      | 1998  |      |
| Tisch (1)                                                     | Eichen-, Obstbaum- und Nussbaumholz, Ende des 17. Jahrhunderts                                                               | im Hôpital Sainte-Reine (Lage)           | PM21004303    | Inscrit      | 1998  |      |
| Sechs Sessel                                                  | Buchenholz, Stoff, 18. Jahrhundert                                                                                           | im Hôpital Sainte-Reine (Lage)           | PM21004304    | Inscrit      | 1998  |      |
| Vier Stühle                                                   | Nussbaumholz, Stoff, Ende des 17. Jahrhunderts                                                                               | im Hôpital Sainte-Reine (Lage)           | PM21004305    | Inscrit      | 1998  |      |
| Bibliotheksleiter                                             | Nussbaumholz, erst Hälfte des 18. Jahrhunderts                                                                               | im Hôpital Sainte-Reine (Lage)           | PM21004306    | Inscrit      | 1998  |      |
| Tisch (2)                                                     | Holz, 18. Jahrhundert | im Hôpital Sainte-Reine (Lage)           | PM21004307    | Inscrit      | 1998  |      |
| Zwei Tische (2)                                               | Kirschbaumholz, Mitte des 18. Jahrhunderts                                                                                   | im Hôpital Sainte-Reine (Lage)           | PM21004308    | Inscrit      | 1998  |      |
| Zwei Kerzenständer (2)                                        | Bronze, 18. Jahrhundert | im Hôpital Sainte-Reine (Lage)           | PM21004309    | Inscrit      | 1998  |      |
| Schrank (2)                                                   | Holz, Ende des 17. Jahrhunderts                                                                                              | im Hôpital Sainte-Reine (Lage)           | PM21004310    | Inscrit      | 1998  |      |
| Schrank (3)                                                   | Holz, Ende des 17. Jahrhunderts                                                                                              | im Hôpital Sainte-Reine (Lage)           | PM21004311    | Inscrit      | 1998  |      |
| Schrank (4)                                                   | Holz, 17. Jahrhundert | im Hôpital Sainte-Reine (Lage)           | PM21004312    | Inscrit      | 1998  |      |
| Schrank (5)                                                   | Holz, Anfang des 18. Jahrhunderts                                                                                            | im Hôpital Sainte-Reine (Lage)           | PM21004313    | Inscrit      | 1998  |      |
| Schrank (6)                                                   | Holz, 18. Jahrhundert | im Hôpital Sainte-Reine (Lage)           | PM21004314    | Inscrit      | 1998  |      |
| Schrank (7)                                                   | Holz, Leder, 17. Jahrhundert                                                                                                 | im Hôpital Sainte-Reine (Lage)           | PM21004315    | Inscrit      | 1998  |      |
| Schrank (8)                                                   | Holz, Anfang des 19. Jahrhunderts                                                                                            | im Hôpital Sainte-Reine (Lage)           | PM21004316    | Inscrit      | 1998  |      |
| Schrank (9)                                                   | Holz, Mitte des 19. Jahrhunderts                                                                                             | im Hôpital Sainte-Reine (Lage)           | PM21004317    | Inscrit      | 1998  |      |
| Schrank (10)                                                  | Holz, Mitte des 19. Jahrhunderts                                                                                             | im Hôpital Sainte-Reine (Lage)           | PM21004318    | Inscrit      | 1998  |      |
| Küchenschrank (1)                                             | Holz, Anfang des 18. Jahrhunderts                                                                                            | im Hôpital Sainte-Reine (Lage)           | PM21004319    | Inscrit      | 1998  |      |
| Küchenschrank (2)                                             | Eichenholz, 18. Jahrhundert                                                                                                  | im Hôpital Sainte-Reine (Lage)           | PM21004320    | Inscrit      | 1998  |      |
| Anrichte                                                      | Pappelholz, um 1800 | im Hôpital Sainte-Reine (Lage)           | PM21004321    | Inscrit      | 1998  |      |
| Eckschrank                                                    | Obstbaumholz, Anfang des 19. Jahrhunderts                                                                                    | im Hôpital Sainte-Reine (Lage)           | PM21004322    | Inscrit      | 1998  |      |
| Kommode (1)                                                   | Nussbaumholz, Anfang des 19. Jahrhunderts                                                                                    | im Hôpital Sainte-Reine (Lage)           | PM21004323    | Inscrit      | 1998  |      |
| Kommode (2)                                                   | Nussbaumholz, Anfang des 19. Jahrhunderts                                                                                    | im Hôpital Sainte-Reine (Lage)           | PM21004324    | Inscrit      | 1998  |      |
| Kommode (3)                                                   | Nussbaumholz, Marmor, Anfang des 19. Jahrhunderts                                                                            | im Hôpital Sainte-Reine (Lage)           | PM21004325    | Inscrit      | 1998  |      |
| Kommode mit Backtrog (2)                                      | Holz, Anfang des 19. Jahrhunderts                                                                                            | im Hôpital Sainte-Reine (Lage)           | PM21004326    | Inscrit      | 1998  |      |
| Sekretär                                                      | Holz, Anfang des 19. Jahrhunderts                                                                                            | im Hôpital Sainte-Reine (Lage)           | PM21004327    | Inscrit      | 1998  |      |
| Frisiertisch                                                  | Nadel- und Rosenholz, Ende des 18. Jahrhunderts                                                                              | im Hôpital Sainte-Reine (Lage)           | PM21004328    | Inscrit      | 1998  |      |
| Nachttisch (1)                                                | Holz, Anfang des 19. Jahrhunderts                                                                                            | im Hôpital Sainte-Reine (Lage)           | PM21004329    | Inscrit      | 1998  |      |
| Nachttisch (2)                                                | Nussbaumholz, Anfang des 19. Jahrhunderts                                                                                    | im Hôpital Sainte-Reine (Lage)           | PM21004330    | Inscrit      | 1998  |      |
| Autopsietisch                                                 | Eichenholz, Zink, Ende des 19. Jahrhunderts                                                                                  | im Hôpital Sainte-Reine (Lage)           | PM21004331    | Inscrit      | 1998  |      |
| Frisiertisch                                                  | Holz, Marmor, 19. Jahrhundert                                                                                                | im Hôpital Sainte-Reine (Lage)           | PM21004332    | Inscrit      | 1998  |      |
| Schreibtisch                                                  | Holz, 18. Jahrhundert | im Hôpital Sainte-Reine (Lage)           | PM21004333    | Inscrit      | 1998  |      |
| Tragestuhl                                                    | Eichen- und Nussbaumholz, Stoff, 19. Jahrhundert                                                                             | im Hôpital Sainte-Reine (Lage)           | PM21004334    | Inscrit      | 1998  |      |
| Bürostuhl                                                     | Holz, Stoff, Ende des 19. Jahrhunderts                                                                                       | im Hôpital Sainte-Reine (Lage)           | PM21004335    | Inscrit      | 1998  |      |
| Sessel (2)                                                    | Holz, Stoff, Anfang des 19. Jahrhunderts                                                                                     | im Hôpital Sainte-Reine (Lage)           | PM21004336    | Inscrit      | 1998  |      |
| Sessel (3)                                                    | Holz, Anfang des 19. Jahrhunderts                                                                                            | im Hôpital Sainte-Reine (Lage)           | PM21004337    | Inscrit      | 1998  |      |
| Zwei Bänke                                                    | Holz, 19. Jahrhundert | im Hôpital Sainte-Reine (Lage)           | PM21004338    | Inscrit      | 1998  |      |
| Trittleiter                                                   | Holz, 19. Jahrhundert | im Hôpital Sainte-Reine (Lage)           | PM21004339    | Inscrit      | 1998  |      |
| Gemälde                                                       | Ölfarbe auf Leinwand, Holzrahmen, 17. Jahrhundert                                                                            | im Hôpital Sainte-Reine (Lage)           | PM21004340    | Inscrit      | 1998  |      |
| Skulptur Madonna mit Kind                                     | Kalkstein, 17. oder 18. Jahrhundert                                                                                          | im Hôpital Sainte-Reine (Lage)           | PM21004341    | Inscrit      | 1998  |      |
| Nadeldose                                                     | Metall, verchromt, 19. Jahrhundert                                                                                           | im Hôpital Sainte-Reine (Lage)           | PM21004342    | Inscrit      | 1998  |      |
| Zwei Behälter für Spritzen                                    | Metall, verchromt, 19. Jahrhundert                                                                                           | im Hôpital Sainte-Reine (Lage)           | PM21004343    | Inscrit      | 1998  |      |
| Zwei Spritzen oder Klistiere                                  | Metall, verchromt, 19. Jahrhundert                                                                                           | im Hôpital Sainte-Reine (Lage)           | PM21004344    | Inscrit      | 1998  |      |
| Schrank (11)                                                  | Metall, Glas, erste Hälfte des 20. Jahrhunderts                                                                              | im Hôpital Sainte-Reine (Lage)           | PM21004345    | Inscrit      | 1998  |      |
| Säuglingswaage                                                | Metall, erste Hälfte des 20. Jahrhunderts                                                                                    | im Hôpital Sainte-Reine (Lage)           | PM21004346    | Inscrit      | 1998  |      |
| Desinfektionsapparat                                          | Kupfer, Glas, zweite Hälfte des 19. Jahrhunderts                                                                             | im Hôpital Sainte-Reine (Lage)           | PM21004347    | Inscrit      | 1998  |      |
| Zwei Warmhaltekannen                                          | Fayence, Kupfer, 19. Jahrhundert                                                                                             | im Hôpital Sainte-Reine (Lage)           | PM21004348    | Inscrit      | 1998  |      |
| Zwei Sprühflaschen                                            | Glas, Weidenruten, Metall, Porzellan, Ende des 19. Jahrhunderts                                                              | im Hôpital Sainte-Reine (Lage)           | PM21004349    | Inscrit      | 1998  |      |
| Waage (1)                                                     | Gusseisen, Kupfer, Messing, 19. Jahrhundert                                                                                  | im Hôpital Sainte-Reine (Lage)           | PM21004350    | Inscrit      | 1998  |      |
| Waage (2)                                                     | Holz, Marmor, Kupfer oder Messing, 19. Jahrhundert                                                                           | im Hôpital Sainte-Reine (Lage)           | PM21004351    | Inscrit      | 1998  |      |
| Zwei Badewannen                                               | Kalkstein, 17. Jahrhundert                                                                                                   | im Hôpital Sainte-Reine (Lage)           | PM21004352    | Inscrit      | 1998  |      |
| Vier Salzfässer                                               | Kalkstein, nicht datiert | im Hôpital Sainte-Reine (Lage)           | PM21004353    | Inscrit      | 1998  |      |
| Grenzstein                                                    | Stein, bezeichnet 1698 | im Hôpital Sainte-Reine (Lage)           | PM21004354    | Inscrit      | 1998  |      |
| Kapitell                                                      | Kalkstein, gallo-römisch | im Hôpital Sainte-Reine (Lage)           | PM21004355    | Inscrit      | 1998  |      |
| Gemälde Darstellung des Herrn                                 | Ölfarbe auf Leinwand, 19. Jahrhundert; nach Paolo Veronese                                                                   | im Hôpital Sainte-Reine (Lage)           | PM21004356    | Inscrit      | 1998  |      |
| Zwei Konsoltische                                             | Eichenholz, Brekzie, Mitte des 18. Jahrhunderts                                                                              | im Hôpital Sainte-Reine (Lage)           | PM21004357    | Inscrit      | 1998  |      |
| Zwei Hocker                                                   | Obstbaumholz, Seide, Baumwolle, erste Hälfte des 19. Jahrhunderts                                                            | im Hôpital Sainte-Reine (Lage)           | PM21004358    | Inscrit      | 1998  |      |
| Betstuhl                                                      | Holz, 17. Jahrhundert | im Hôpital Sainte-Reine (Kapelle) (Lage) | PM21004359    | Inscrit      | 1998  |      |
| Kanzel                                                        | Eschenholz, zweite Hälfte des 18. Jahrhunderts                                                                               | im Hôpital Sainte-Reine (Kapelle) (Lage) | PM21004360    | Inscrit      | 1998  |      |
| Beichtstuhl                                                   | Holz, 19. Jahrhundert | im Hôpital Sainte-Reine (Kapelle) (Lage) | PM21004361    | Inscrit      | 1998  |      |
| Harmoniumsstuhl                                               | Holz, Stoff, 19. Jahrhundert                                                                                                 | im Hôpital Sainte-Reine (Kapelle) (Lage) | PM21004362    | Inscrit      | 1998  |      |
| Gemälde Stiftung des Rosenkranzes                             | Ölfarbe auf Leinwand, 17. oder 18. Jahrhundert                                                                               | im Hôpital Sainte-Reine (Kapelle) (Lage) | PM21004363    | Inscrit      | 1998  |      |
| Gemälde Enthauptung der heiligen Regina                       | Ölfarbe auf Leinwand, 17. Jahrhundert                                                                                        | im Hôpital Sainte-Reine (Kapelle) (Lage) | PM21004364    | Inscrit      | 1998  |      |
| Statuenreliquiar Madonna mit Kind                             | Holz, farbig gefasst und vergoldet, um 1700                                                                                  | im Hôpital Sainte-Reine (Kapelle) (Lage) | PM21004365    | Inscrit      | 1998  |      |
| Skulptur Heilige Regina (1)                                   | Holz, farbig gefasst und vergoldet, 17. oder 18. Jahrhundert                                                                 | im Hôpital Sainte-Reine (Kapelle) (Lage) | PM21004366    | Inscrit      | 1998  |      |
| Skulptur Heiliger Vinzenz von Paul                            | Gips, farbig gefasst und vergoldet, zweite Hälfte des 19. Jahrhunderts                                                       | im Hôpital Sainte-Reine (Kapelle) (Lage) | PM21004367    | Inscrit      | 1998  |      |
| Skulptur Heilige Luise von Marillac                           | Gips, farbig gefasst, zweite Hälfte des 19. Jahrhunderts                                                                     | im Hôpital Sainte-Reine (Kapelle) (Lage) | PM21004368    | Inscrit      | 1998  |      |
| Gedenktafel an eine Messstiftung durch Hilaire de Laval       | Kupfer oder Messing, bezeichnet 1662                                                                                         | im Hôpital Sainte-Reine (Kapelle) (Lage) | PM21004369    | Inscrit      | 1998  |      |
| Gedenktafel an eine Messstiftung durch Antoinette de Bellevue | Stein, bezeichnet 1678 | im Hôpital Sainte-Reine (Kapelle) (Lage) | PM21004370    | Inscrit      | 1998  |      |
| Gedenktafel an eine Messstiftung durch Hugues Jannon          | Stein, bezeichnet 1688 | im Hôpital Sainte-Reine (Kapelle) (Lage) | PM21004371    | Inscrit      | 1998  |      |
| Gedenktafel an eine Messstiftung durch Guy de Chastenay       | Marmor, bezeichnet 1786 | im Hôpital Sainte-Reine (Kapelle) (Lage) | PM21004372    | Inscrit      | 1998  |      |
| Gedenktafel an Monsieur Lahorie                               | Eisen, bemalt, bezeichnet 1830                                                                                               | im Hôpital Sainte-Reine (Kapelle) (Lage) | PM21004373    | Inscrit      | 1998  |      |
| Reliquiare                                                    | Metall, 17. bis 19. Jahrhundert                                                                                              | im Hôpital Sainte-Reine (Kapelle) (Lage) | PM21004374    | Inscrit      | 1998  |      |
| Reliquienbüste Heilige Regina                                 | Holz, farbig gefasst und vergoldet, 17. Jahrhundert                                                                          | im Hôpital Sainte-Reine (Kapelle) (Lage) | PM21004375    | Inscrit      | 1998  |      |
| Mobiler Beichtstuhl                                           | Nussbaum- und Pappelholz, Anfang des 19. Jahrhunderts                                                                        | im Hôpital Sainte-Reine (Kapelle) (Lage) | PM21004376    | Inscrit      | 1999  |      |
| Tablett mit zwei Messkännchen (1)                             | Silber, zwischen 1809 und 1819, Goldschmied Jean-Ange-Joseph Loque                                                           | im Hôpital Sainte-Reine (Kapelle) (Lage) | PM21004377    | Inscrit      | 1999  |      |
| Tablett mit zwei Messkännchen (2)                             | Silber, vergoldet, zwischen 1868 und 1890, von Demarquet Frères                                                              | im Hôpital Sainte-Reine (Kapelle) (Lage) | PM21004378    | Inscrit      | 1999  |      |
| Ziborium (2)                                                  | Silber, 1789, Goldschmied Claude Nicolas Delanoy                                                                             | im Hôpital Sainte-Reine (Kapelle) (Lage) | PM21004379    | Inscrit      | 1999  |      |
| Ziborium (3)                                                  | Silber, vergoldet, zwischen 1837 und 1846, Goldschmiede Charles Denis Noël Martin und Joseph Philippe Adolphe Dejean         | im Hôpital Sainte-Reine (Kapelle) (Lage) | PM21004380    | Inscrit      | 1999  |      |
| Ziborium (4)                                                  | Silber, vergoldet, zwischen 1837 und 1846, Goldschmiede Charles Denis Noël Martin und Joseph Philippe Adolphe Dejean         | im Hôpital Sainte-Reine (Kapelle) (Lage) | PM21004381    | Inscrit      | 1999  |      |
| Kelch und Patene (1)                                          | Silber, vergoldet, zwischen 1789 und 1809, Goldschmied Antoine-Henri Dubois                                                  | im Hôpital Sainte-Reine (Kapelle) (Lage) | PM21004382    | Inscrit      | 1999  |      |
| Kelch und Patene (2)                                          | Silber, vergoldet, zwischen 1837 und 1846, Goldschmiede Charles Denis Noël Martin und Joseph Philippe Adolphe Dejean         | im Hôpital Sainte-Reine (Kapelle) (Lage) | PM21004383    | Inscrit      | 1999  |      |
| Kelch und Patene (3)                                          | Silber, vergoldet, zwischen 1868 und 1890, von Demarquet Frères                                                              | im Hôpital Sainte-Reine (Kapelle) (Lage) | PM21004384    | Inscrit      | 1999  |      |
| Weihwassereimer, Weihwasserwedel und Glöckchen                | Metall, 19. Jahrhundert | im Hôpital Sainte-Reine (Kapelle) (Lage) | PM21004385    | Inscrit      | 1999  |      |
| Ampulle für die heiligen Öle                                  | Silber, 1789, Claude Nicolas Delanoy zugeschrieben                                                                           | im Hôpital Sainte-Reine (Kapelle) (Lage) | PM21004386    | Inscrit      | 1999  |      |
| Prozessionslaterne                                            | Kupfer, 19. Jahrhundert | im Hôpital Sainte-Reine (Kapelle) (Lage) | PM21004387    | Inscrit      | 1999  |      |
| Turmhahn                                                      | Kupfer, 19. Jahrhundert | im Hôpital Sainte-Reine (Kapelle) (Lage) | PM21004388    | Inscrit      | 1999  |      |
| Fünf Kaseln                                                   | Seide, bestickt, 19. Jahrhundert                                                                                             | im Hôpital Sainte-Reine (Kapelle) (Lage) | PM21004389    | Inscrit      | 1999  |      |
| Monstranz                                                     | Silber, vergoldet, zwischen 1837 und 1848, Goldschmied Joseph Philippe Adolphe Dejean                                        | im Hôpital Sainte-Reine (Kapelle) (Lage) | PM21004390    | Inscrit      | 1999  |      |
| Kelch                                                         | Silber, zwischen 1789 und 1809, Goldschmied Antoine-Henri Dubois                                                             | im Hôpital Sainte-Reine (Kapelle) (Lage) | PM21004410    | Inscrit      | 1999  |      |
| Ziborium (5)                                                  | Bronze, vergoldet, Silber, zwischen 1837 und 1846, Goldschmiede Charles Denis Noël Martin und Joseph Philippe Adolphe Dejean | im Hôpital Sainte-Reine (Kapelle) (Lage) | PM21004411    | Inscrit      | 1999  |      |
| Zwei Messkännchen                                             | Silber, zwischen 1809 und 1819, Goldschmied Jean-Ange-Joseph Loque                                                           | im Hôpital Sainte-Reine (Kapelle) (Lage) | PM21004412    | Inscrit      | 1999  |      |
| Gabel                                                         | Silber, 18. Jahrhundert | im Hôpital Sainte-Reine (Lage)           | PM21004413    | Inscrit      | 1999  |      |
| Gittertür mit Opferstock                                      | Schmiedeeisen, 17. Jahrhundert (?)                                                                                           | an der Fontaine Sainte-Reine (Lage)      | PM21004414    | Inscrit      | 1999  |      |
| Skulptur Heilige Regina (2)                                   | Stein, Anfang des 20. Jahrhunderts                                                                                           | an der Fontaine Sainte-Reine (Lage)      | PM21004415    | Inscrit      | 1999  |      |
| Pietà (2)                                                     | Stein, ehemals farbig gefasst, um 1660                                                                                       | 3 Place de la Mairie (Lage)              | PM21004631    | Inscrit      | 2005  |      |